# Plagiomima auriceps
Plagiomima auriceps là một loài ruồi trong họ Tachinidae.